# Эпсилон Циркуля
Эпсилон Циркуля (англ. Epsilon Circini, ε Cir), ε Циркуля — одиночная  звезда в созвездии Циркуля. Плохо видна невооружённым глазом, видимая звёздная величина составляет  4,86.
 Расстояние до звезды, определённое по измерению годичного параллакса, равного 8.00 мсд, составляет около 410 световых лет.
Данная звезда представляет собой звезду-гигант спектрального класса K (K2.5 III). Измеренный угловой диаметр звезды составляет  2,02 ± 0,11 мсд. Если учесть оценку расстояния, физические размеры звезды в 27 раз превосходят Солнце по радиусу. Звезда обладает светимостью, в 244 раза превышающей солнечную, эффективная температура поверхности составляет  4576 K.